# 군산 내항 철도
군산 내항 철도는 대한민국 전북특별자치도 군산시 장미동에 있는 일제강점기에 만들어진 철도 시설이다. 2018년 8월 6일 대한민국의 국가등록문화재 제719-3호로 지정되었다.

## 개요
군산 내항 철도는 근대항만으로서 군산내항의 공간 구조를 형성하는데 기반이 되었고, 1920년대 후반 근대도시 군산의 공간 구조 변화에 영향을 준 시설로서 그 역사적 가치가 우수하다.
군산항의 축항 공사 과정에서 1921년 군산선 철도가 군산항의 동쪽으로 연장되었고, 이후 축항 공사와 함께 서쪽까지 연장되었으며, 1931년 군산세관의 북쪽으로 군산항역이 개설되어 군산내항 전체에 철도가 부설되었다.

## 같이 보기
- 군산 내항 역사문화공간

## 참고 자료
- 군산 내항 철도 - 국가유산청 국가유산포털